# Mascot (Software)
Mascot ist eine Software zur Auswertung von Daten aus der Protein-Massenspektrometrie für die Betriebssysteme Windows und Linux.

## Verwendung
Sie dient zur Identifizierung von Peptiden und Proteinen in der Proteomik, indem eine Datenbanksuche durchgeführt wird.
Zahlreiche Einrichtungen verwenden Mascot, entweder als lizenzierte betriebsinterne Installation oder über den öffentlichen Webserver.
Mascot basiert auf MOWSE, entwickelt von Darryl Pappin and David Perkins am Imperial Cancer Research Fund und wurde von Cancer Research Technology lizenziert.
Die Performance verschiedener Auswertungssoftware für die Proteomik kann in einer Studie der Proteome Informatics Research Group (iPRG) eingesehen werden.